# Cratere Sebek
Sebek è un cratere sulla superficie di Ganimede.